# IBrX
O IBrX - Índice Brasil (ou IBX, sigla mais comumente usada) ou IBrX100 é um dos índices da B3 que avalia o retorno de uma carteira teoricamente composta pelas cem ações mais negociadas na B3. Estas ações são selecionadas em função do número de negócios e do volume financeiro. Essa carteira teórica é composta de um percentual de ações ponderado pelo respectivo número de ações disponíveis à negociação no mercado.

## Empresas elegíveis
O índice IBrX ou IBrX-100 é composto por cem papéis selecionados numa relação de ações após serem classificadas em ordem decrescente de liquidez, de acordo com seu índice de negociabilidade que é medido sempre nos últimos doze meses, observados os demais critérios de inclusão das empresas que são: 
a) as ações devem estar entre as cem melhores classificadas em seu índice de negociabilidade, apurados nos doze meses anteriores à reavaliação;
b) as ações devem ter sido negociadas em pelo menos 70% dos pregões ocorridos nos doze meses anteriores à formação da carteira.
c) As companhias que estiverem sob regime de recuperação judicial, processo falimentar, situação especial, ou ainda que estiverem sujeitas a prolongado período de suspensão de negociação, não podem integrar o IBrX.

## Vigência da Carteira
A carteira teórica do índice tem vigência determinada de quatro meses, vigorando para os três quadrimestres: períodos de janeiro a abril, maio a agosto e setembro a dezembro.